# Свети Йоан Богослов (Талин)
„Свети Йоан Богослов“ (на естонски: Jaani kirik) е лутеранска енорийска църква в Талин, столицата на Естония.
Разположена е южно от историческия център на града, в източната част на Площада на свободата. Построена е през 1862-1867 година в неоготически стил по проект на местния архитект Кристоф Аугуст Габлер.